# David Duke
David Ernest Duke (Tulsa, 1º luglio 1950) è un politico statunitense.

Duke come Gran Maestro del KKK, c. 1974

Ex deputato della Camera dei rappresentanti della Louisiana, Duke è stato Gran Maestro del Ku Klux Klan. Egli è noto per le sue posizioni neonaziste e negazioniste dell'Olocausto.
La nota associazione Anti-Defamation League lo ha definito "L'uomo più razzista d'America".

## Profilo ideologico
Duke è noto come nazionalista bianco, ed è definito dall'Anti-Defamation League e altre organizzazioni antirazziste come un sostenitore del suprematismo, teorico della cospirazione, antisemita, negazionista; è stato Gran Maestro della setta del Ku Klux Klan..
Egli afferma di agire in difesa dei bianchi, in polemica contro il potere e l'influenza dell'"estremismo ebraico" e del sionismo negli Stati Uniti, oltre che contro il presunto "suprematismo razziale" degli ebrei (che lui chiama "zio-suprematism", parola composta da zionism e suprematism, così come chiama "zio-media" i mass media statunitensi) e il razzismo contro i bianchi nella società occidentale, (secondo lui esistente da parte di bianchi stessi, di ebrei, musulmani e neri). È autore di alcuni libri, tra cui My Awakening ("Il mio risveglio") e Jewish Supremacism ("Il suprematismo ebraico"), in cui sostiene che gli ebrei vorrebbero sottomettere i gentili di etnia bianca con l'aiuto delle altre razze. Afferma di battersi per il costituzionalismo, specie per il primo emendamento, e per "diversità e libertà umane".
Duke appoggia la teoria del complotto sul genocidio bianco, l'esistenza di una pretesa sostituzione etnica dei popoli europei con etnie africane, l'esistenza di un presunto genocidio boero in Sudafrica, ma rifiuta di definirsi razzista, bensì si autodefinisce razzialista, ossia fautore della dottrina secondo cui ogni razza umana ha il diritto al proprio retaggio biologico-culturale, senza disprezzo per le altre razze, e debba conservarsi senza contaminazioni. Duke sostiene quindi la preservazione della cultura occidentale, i valori dell'identità cristiana, la segregazione razziale tramite separatismo volontario, e l'anticomunismo, mentre si oppone fermamente all'immigrazione negli Stati Uniti d'America da parte di popoli non bianchi (in cui annovera i latinoamericani e gli ebrei), sia essa legale o illegale.
È stato deputato alla camera dei Rappresentanti della Louisiana, dal 1989 al 1993. Fu membro e dirigente del Ku Klux Klan durante la giovinezza, ma si distaccò del tutto da questa organizzazione alla fine degli anni Settanta. Ha subito alcuni arresti e nel 2002 è stato condannato per evasione fiscale.

## Biografia
Duke è nato a Tulsa, in Oklahoma, da Alice Maxine (Crick) e David Hedger Duke. Come figlio di un ingegnere della Shell Oil Company, Duke si trasferiva spesso con la sua famiglia in tutto il mondo. Hanno vissuto un breve periodo nei Paesi Bassi prima di stabilirsi in Louisiana. Verso la fine degli anni '60, incontrò William Luther Pierce, un leader neonazista, che sarebbe rimasto per tutta la vita un'importante influenza per lui.

### Il periodo klanista
Nel 1968 Duke si iscrisse alla Louisiana State University (LSU) a Baton Rouge. Duke disse in seguito di aver trascorso anche nove mesi in Laos, esperienza da lui definita un "normale tour di dovere". In realtà, andò in Laos per stare insieme a suo padre, che lavorava lì e lo aveva invitato a fargli visita durante l'estate del 1971. Suo padre lo aiutò a ottenere un lavoro di insegnante di inglese agli ufficiali militari laotiani, da cui fu licenziato dopo sei settimane per aver disegnato una bottiglia Molotov sulla lavagna. Ha anche affermato di essere andato oltre le linee nemiche venti volte di notte per sganciare riso contro ribelli anticomunisti in aeroplani che volavano a 10 piedi (3 m) da terra, in modo da evitare di infliggere ferite da schegge. Due piloti di Air America che erano in Laos in quel periodo hanno però che gli aerei volavano solo durante il giorno e che volavano anche a meno di 150 metri da terra. Un pilota ha suggerito che forse Duke potrebbe essere andato una o due volte, ma non di più, su una cosiddetta "milk run" (una pista sicura usata per l'approvvigionamento). Duke non era nemmeno in grado di ricordare il nome dell'aeroporto da cui era partito.
Nel gennaio 1972 fu arrestato a New Orleans per "incitamento a una rivolta". Quel mese a Crescent City scoppiarono vari scontri razziali, tra cui uno al Robert E. Lee Monument che coinvolse Duke, Addison Roswell Thompson - perenne candidato segregazionista per governatore della Louisiana e sindaco di New Orleans - e l'ottantanovenne suo amico e mentore, Rene LaCoste (da non confondere con il tennista francese René Lacoste). Thompson e LaCoste si vestirono con abiti Klan per l'occasione e misero una bandiera confederata al monumento. Le Black Panthers iniziarono a lanciare mattoni ai due, ma la polizia arrivò in tempo per scongiurare gravi ferite.
Durante il lavoro col gruppo White Youth Alliance, David Duke incontrò Chloè Hardin. I due rimasero compagni per tutto il periodo del college e si sposarono nel 1974. Hardin è la madre delle due figlie di David Duke, Erika e Kristin. La coppia divorziò nel 1984.
David Duke è entrato a far parte del Ku Klux Klan nel 1967, all'età di 17 anni, dopo aver riflettuto sulla questione razziale; disse in un'intervista di esserne rimasto "addolorato" all'inizio, avendo avuto amici neri e una relazione con una donna ebrea. Nel 1970 diede vita a un gruppo di studenti bianchi chiamato Alleanza dei giovani bianchi. Ottenne popolarità nel campus quando festeggiò l'anniversario del compleanno di Adolf Hitler (20 aprile) indossando l'uniforme nazista. In questo periodo si scontrò con l'avvocato di sinistra William Kunstler, che definì "comunista ebreo".
Nel 1974 Duke si è laureato presso l'Università della Louisiana e poco tempo dopo fondò la sede in Louisiana dei Cavalieri Bianchi del Ku Klux Klan ("White Knights of Ku Klux Klan") e venne nominato poi Grand Wizard (traducibile come "Gran Maestro") di quella frangia del Klan, da tempo senza guida. Un suo seguace, Thomas Robb, ha cambiato poi il titolo di Duke in "Direttore Nazionale". Sotto la sua direzione il Klan ha abbandonato le politiche violente (come i linciaggi, il terrorismo e l'uso della croce infuocata per terrorizzare i neri) e la clandestinità, abbracciando politiche più moderate. La frangia del nuovo KKK guidata da Duke ha inoltre abbandonato, tranne occasioni particolari, le tradizionali divise klaniste bianche (le celebri cappe bianche dotate di cappuccio indossate dal 1916, sul modello del film Nascita di una nazione), per adottare normali completi eleganti da uomo d'affari, giacca e cravatta, con lo stemma del Klan.
Per la prima volta nella storia del KKK le donne furono accettate come membri paritari; inoltre, i cattolici (in passato spesso perseguitati dal Klan, organizzazione tradizionalmente WASP, specie se irlandesi e italoamericani) furono invitati ad aderire o a presentare la domanda d'adesione; il suo fu uno dei pochi gruppi klanisti ad abbandonare il tipico anticattolicesimo della setta. Duke affermò ripetutamente che il Klan non fosse "anti-neri", bensì "pro-bianchi" e "pro-cristiani". Duke ha spesso ricordato anche come il gruppo abbia sostenuto il diritto degli europei-americani a preservare sé stessi, la loro eredità culturale e la loro libertà politica, senza ostilità nei confronti degli afroamericani. Eliminò anche l'ideologia anti-europea, manifestando simpatia per i movimenti identitari dell'Europa. Nei decenni seguenti ebbe rapporti politici col britannico Nick Griffin, leader del British National Party.
Ammiratore del nazionalsocialismo, David Duke è stato membro fino al 1975 del Partito Nazista Americano, il principale partito politico neonazista degli Stati Uniti; successivamente si è iscritto al Partito Democratico, all'epoca ancora frequentato al Sud da elementi segregazionisti ostili al movimento per i diritti civili degli afroamericani sostenuto negli anni '60 da John Fitzgerald Kennedy e Lyndon Johnson. Nel 1980 Duke decise di lasciare il Ku Klux Klan; ha dichiarato poi al giornale The Daily Telegraph di aver abbandonato il Klan perché non amava le sue compromissioni con la violenza, e non poteva impedire ai membri di altri "capitoli" del KKK di fare "cose stupide o violente". Altri klansmen lo accusarono però di appropriazione di fondi, di essere un informatore e di avere numerose relazioni adultere con le mogli degli altri membri. Fondò quindi una nuova associazione politica nazionalista bianca, la National Association for the Advancement of White People (NAAWP).
In numerosi discorsi, che i suoi critici giudicano ipocriti o non attendibili, Duke pone spesso l'accento sull'importanza della "non violenza" come la forma migliore di lotta politica per ottenere i propri obiettivi.

### Candidature ed esperienze politiche
Nelle elezioni presidenziali del 1988 ha partecipato alle primarie democratiche, ottenendo 45.290 voti, lo 0.19%. Le primarie furono vinte da Michael Dukakis, che venne poi sconfitto dal repubblicano George H. W. Bush; Duke venne candidato poi per il Partito Populista, avendo come candidato vicepresidente Trenton Stokes. Al ballottaggio fu presente in 11 Stati e ottenne 47.047 voti, pari allo 0.04%. Ha lasciato i democratici nel dicembre 1988.
Passato coi repubblicani nel 1989, nello stesso anno si candida alla Camera dei rappresentanti come deputato della Louisiana: ottiene il 50.7%, viene di conseguenza eletto e rimane in carica dal 18 febbraio 1989 al 13 gennaio 1992. Un suo collega parlamentare, Ron Gomez, definì il mandato di Duke "breve e poco ispirato" e che nella sua esperienza da rappresentante il suprematista bianco stava spesso solo ed era poco coinvolto nei meandri burocratici della Camera. Un solo progetto di legge presentato da Duke venne approvato: esso proibiva ai produttori cinematografici e agli editori di libri di compensare i giurati per i resoconti delle loro esperienze giudiziarie.
Nel 1990 si è candidato anche come rappresentante della Louisiana al Senato, ottenendo il 43,48%, pari a oltre 600.000 voti, che non bastarono per sconfiggere lo sfidante democratico John Bennett Johnston (che, tra l'altro, era stato appoggiato da molti repubblicani imbarazzati dal passato klanista di Duke, come ad esempio Jack Kemp). Nel 1991 si candida a Governatore della Louisiana: al primo turno Duke ottiene 491.000 voti (81.000 in più del governatore uscente Buddy Roemer), cioè il 31,7% dei suffragi, attestandosi come il secondo politico più votato dopo il democratico Edwin Edwards. Al ballottaggio Duke ottiene 671.000 preferenze, il 38,8% del totale, venendo così sconfitto da Edwards.
Nelle elezioni presidenziali del 1992 Duke partecipa alle primarie del Partito Repubblicano, ricevendo poco più 119.000 voti e risultando il terzo candidato più votato dopo George Bush (poi sconfitto da Bill Clinton nella corsa verso la Casa Bianca) e Pat Buchanan, senza tuttavia ottenere delegati. Duke presentò la propria candidatura solamente in 15 Stati; quello in cui andò meglio fu il Mississippi, dove arrivò al 10.6% delle preferenze.
Quattro anni dopo si è nuovamente proposto al Senato per la Louisiana, dove ha ottenuto l'11,5% dei voti; nel 1999 ha invece conseguito il 19% dei consensi, perdendo l'accesso al ballottaggio per meno di 4.000 preferenze. Le sue candidature sono state spesso osteggiate anche dallo stesso Partito Repubblicano: il Presidente del Partito Jim Nicholson disse "Non c'è posto nel partito di Lincoln per un uomo del Klan come David Duke".

### Anni 2000

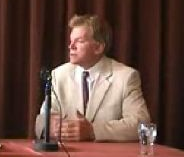
David Duke in Belgio nel 2008.

Ha lasciato il GOP nel 1999 per aderire al Partito Riformista, in cui rimase fino al 2001.
Nel 2006 partecipò in Iran, su invito del presidente Mahmud Ahmadinejad, ai convegni negazionisti e antisionisti della conferenza internazionale per la revisione della visione globale dell'Olocausto, a cui ha partecipato anche Robert Faurisson, il più celebre "revisionista".
Nel 2007 ha sostenuto il biologo James Dewey Watson, criticato pesantemente dai mass-media per affermazioni sulle razze, specialmente per le esternazioni razziste sull'intelligenza inferiore di alcuni gruppi etnici, definendo Watson e William Shockley, "i due Galileo moderni".
In occasione delle primarie del Partito Repubblicano in vista delle elezioni presidenziali del 2008 Duke ha appoggiato il libertarian Ron Paul (in quanto fautore della libertà di parola sancita dal primo emendamento, e dell'eliminazione delle sovvenzioni pubbliche governative a Israele), scrivendo sul suo sito che è in atto "una cospirazione mediatica" ai suoi danni, ma ha successivamente annunciato che avrebbe votato John McCain in funzione anti-Obama (anche se egli criticò spesso l'anziano senatore repubblicano).
Nel 2015 Duke ha preso posizione a favore del comico francese di colore Dieudonné M'bala M'bala, accusato di antisemitismo per i suoi spettacoli spesso imperniati sugli ebrei.
Nel luglio 2016 ha annunciato che parteciperà alle elezioni primarie del Partito Repubblicano per ottenere il seggio al Senato lasciato vacante dal repubblicano David Vitter, già suo successore in Louisiana. Duke ottiene 58.606 voti, il 3% delle preferenze, risultando il settimo candidato più votato, non venendo quindi eletto.
Nelle elezioni primarie del Partito Repubblicano del 2016 ha deciso di appoggiare l'imprenditore Donald Trump (che in seguito è diventato Presidente degli Stati Uniti, sostenuto anche dalla destra alternativa), e ha invitato i suoi seguaci a votare per il magnate newyorkese, sostenendo che votare per gli ispanici Ted Cruz o Marco Rubio equivarrebbe "tradire il nostro passato e la nostra identità". Trump, il cui genero è ebreo, ha però preso le distanze da Duke, negando di avere rapporti con lui o l'organizzazione a cui è legato.
Ha partecipato alla marcia dell'alt-right e dell'estrema destra denominata Unite the Right rally dell'11 agosto 2017 a Charlottesville, Virginia; la marcia è stata indetta per protestare contro l'abbattimento della statua del massimo generale confederato, Robert Edward Lee; Duke ha commentato: «Questo è un momento di svolta, stiamo realizzando le promesse di Donald Trump; è la ragione per cui lo abbiamo votato. Ha detto che ci saremmo ripresi il paese, e noi lo stiamo facendo».
Nel 2022 ha preso una posizione di equidistanza nella guerra russo-ucraina, affermando che la guerra "tra fratelli" e ai "danni dei bianchi" è stata causata da un "complotto ebraico", facendo riferimento alle origini famigliari del presidente ucraino Volodymyr Zelens'kyj.

## Controversie e procedimenti giudiziari
Nel 2002 Duke si è dichiarato colpevole di evasione fiscale e quattro mesi dopo è stato condannato a 15 mesi di prigione, che ha scontato a Big Spring, in Texas. Duke sostiene che la pena sia da attribuire al pregiudizio che ha percepito presso la Corte Federale e che l'obiettivo era quello di screditarlo, tesi peraltro sostenuta da Don Black, un altro suprematista e nazionalista bianco (fondatore del sito Stormfront nonché sposato con l'ex moglie di Duke, Chloe Hardin, anche lei attivista dell'area suprematista), già successore di Duke alla guida del Klan.
Dagli anni '90 è stato scritto che Duke sarebbe ricorso a numerosi interventi di chirurgia estetica, cosa che gli ha procurato critiche anche da parte della sua parte politica. Duke ha espresso anche sostegno allo storico negazionista dell'Olocausto Ernst Zündel, facendo una serie di dichiarazioni a favore del saggista e della sua campagna revisionista. Quando, nel 2005, fu arrestato e imprigionato a Mannheim, Duke lo definì "un prigioniero politico".
Nel 2005 ha conseguito un dottorato di ricerca (PhD) in storia, seppur presso un ateneo ucraino non accreditato, l'Interregional Academy of Personnel Management (in ucraino: Міжрегіональна Академія управління персоналом (МАУП), translit.: Mizhrehional'na Akademiya upravlinnya, Sistema di Università Maggiore dell'Ucraina, acronimo MAUP) di Kiev, i cui dirigenti sono noti più per le posizioni antisemite che per le loro attività accademiche. Da allora si firma "Dr. David Duke, Ph.D".
Al suo arrivo in Repubblica Ceca il 24 aprile 2009 per presentare il suo libro Il suprematismo ebraico, è stato arrestato dalla polizia con l'accusa di "negare o approvare il genocidio nazista e altri crimini nazisti" e per "la promozione di movimenti che vogliono sopprimere i diritti umani". Duke era stato invitato dal gruppo ceco neonazista "Resistenza Nazionale". Il giorno seguente è stato rilasciato con l'obbligo di lasciare il paese il giorno stesso. Nel 2009 fu confermato che David Duke viveva a Zell am See, a Salisburgo, in Austria. Da lì gestiva l'azienda internet "Art by Ernst", acquisendo e vendendo fotografie di uccelli rari, paesaggi di montagna e fauna selvatica, sotto lo pseudonimo Ernst Duke (il suo secondo nome Ernest germanizzato). Le autorità locali hanno dichiarato che finché non infrange alcuna legge, David Duke poteva restare in Austria.
Nel 2011 Duke si trasferì in Italia, in Provincia di Belluno, con lo scopo di effettuare ricerche per il suo nuovo libro, riuscendo a ottenere un permesso di soggiorno abusivo presentandosi con il suo secondo nome "Ernest"; un anno dopo gli viene negato il permesso di soggiorno perché non compatibile con gli accordi di Schengen. Questo perché su di lui pende un provvedimento di inammissibilità nell’area Schengen emesso dalla Svizzera nel 2009: per dieci anni è stato dichiarato persona non desiderata in Europa. Secondo le autorità elvetiche è stata certificata "la perdurante pericolosità sociale, perché in base a fonti ufficiali attendibili, è stato indicato come soggetto intenzionato a costituire in Europa un’organizzazione con l’obiettivo dello sterminio della razza nera ed ebrea". L'ex leader del KKK ha fatto ricorso portando il ministero dell'Interno davanti al Tar del Veneto, che però ha confermato il corretto operato delle forze dell'ordine lasciando Duke con duemila euro di spese legali da pagare. Duke ha quindi lasciato l'Italia ed è tornato negli Stati Uniti. Attualmente vive tra New Orleans, Baton Rouge e Mandeville.

## Opere

### Pubblicazioni principali
- Finders-Keepers: Finding and Keeping the Man You Want, 1976, con gli pseudonimi Dorothy Vanderbilt e James Konrad, libro autopubblicato di consigli sessuali per le donne e sessuologia; molti membri del Klan dalla mentalità puritana rimasero sconvolti dal contenuto esplicito del libro; in seguito Duke ammise di essere James Konrad, ma di aver solo aiutato un'amica del college a scriverne alcune parti[43]
- My Awakening: A Path to Racial Understanding, Free Speech Press, 1998, libro in cui espone la sua visione razziale, accusato di suprematismo bianco, omofobia e antisemitismo
- Jewish Supremacism: My Awakening to the Jewish Question, Free Speech Press, 2011, testo in cui espone il presunto suprematismo degli ebrei nei confronti degli altri popoli
- Secret Behind Communism: The Ethnic Origins of the Russian Revolution and the Greatest Holocaust the History of Mankind, 2013, libro sulla rivoluzione russa e sul comunismo dei quali sottolinea l'origine etnica ebraica

### Collaborazioni e altro
- America - Israele e 11 settembre, 2001, pubblicato nei paesi arabi, raccolta di scritti sull'11 settembre 2001
- A Martyr Speaks to David Duke, 2013, con Joseph Self, Jon Alan Coey
- Kampa for Nordisk Frihet ("Battaglia per la libertà nordica"), 2013, pubblicato in Svezia, raccolta di scritti
- I Protocolli di Sion illustrati di Henry Ford, a cura di D. Duke, 2014
- The Jewish Strategy, 2015 con Revilo P. Oliver

### Attribuiti
- African Atto, 1978, un falso attribuito ad attivisti afroamericani, scritto con la moglie e altri militanti sotto lo pseudonimo Muhammad X[44]

## Cultura di massa
- L'anima nera di Donald Trump - The Nazi Hustle, documentario italiano del 2016, di Riccardo Valsecchi
- David Duke è interpretato da Topher Grace nel film del regista afroamericano Spike Lee BlacKkKlansman (2018).